# Aspen HYSYS
Aspen HYSYS（簡稱HYSYS）是一套化學程序模擬器，用於單元操作乃至整個化工廠或煉油廠的程序數學建模。HYSYS有能力進行許多化學工程的核心計算，包含質量守恆、能量守恆、氣液平衡、熱傳、質傳、化學動力、分餾以及壓降等。HYSYS在學術界與產業界中被廣泛用於穩態與動態的程序模擬、程序設計、性能建模以及製程優化等。
HYSYS是由原開發軟體公司名稱Hyprotech與Systems所組成的混成詞。
HYSYS起初是由加拿大公司Hyprotech所開發的，該公司由卡爾加里大學的研究員所組成。HYSYS 1.1版本於參考手冊於1996年出版。2002年5月，AspenTech收購了Hyprotech，包含HYSYS軟體。在美國聯邦貿易委員會2004年的裁決案中，AspenTech被迫放棄其Hyprotech資產，包含HYSYS源代碼，將之完全轉售予Honeywell。而Honeywell有能力雇用許多HYSYS開發人員，並將這些人力資源應用於開發UniSim軟體。於撤資協議中，AspenTech保留市場販售以及免稅開發多數Hyprotech產品（包含HYSYS）的權利。截至2016年，AspenTech持續販售HYSYS軟體，並且是工業界公認第一，也是默認的標準。